# アルフレッド・ファウラー

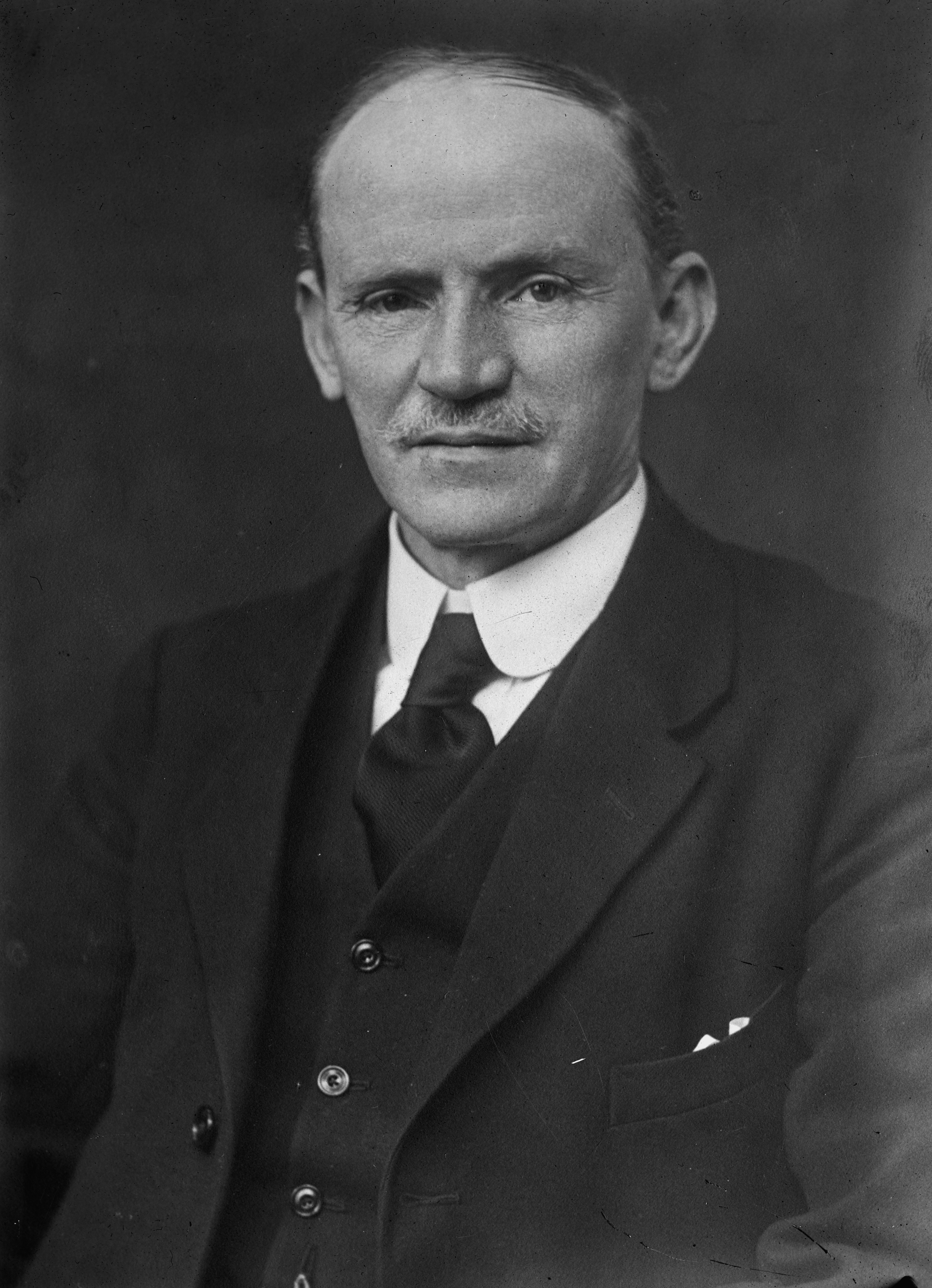
アルフレッド・ファウラー

アルフレッド・ファウラー（Alfred Fowler、1868年3月22日 - 1940年6月24日）はイギリスの天文学者。ヨークシャー生まれ。

## 人物

### 業績
分光学の権威で、 太陽黒点の温度がその周辺より低いことを初めて明らかにした。
月面のファウラー・クレーターは、彼と物理学者のラルフ・H・ファウラー卿にちなむ。1910年王立協会フェロー選出。

### 受賞歴
- 191年：ベーカリアン・メダル
- 1915年：王立天文協会ゴールド・メダル
- 1918年：ロイヤル・メダル
- 1920年：ヘンリー・ドレイパー・メダル
- 1924年：ベーカリアン・メダル（2回目）
- 1934年：ブルース・メダル

### 追悼文
- ApJ 94 (1941) 1
- MNRAS 101 (1941) 132
- Obs 63 (1940) 262
- PASP 52 (1940) 301 （1段落）